# Alexei Gubenco
Alexei Gubenco (n. 1980, Republica Moldova) este un regizor de film de animație moldovean stabilit în România.

## Studii
A absolvit Academia de Studii Economice din București în 2002, pe specializarea marketing. Ulterior, a studiat regia de film în cadrul Universității „Hyperion” din același oraș și a promovat în 2008.

## Carieră
În decembrie 2007, Gubenco a participat cu scurtmetrajul său de debut, „Opere alese... neînțelese”, în competiția de filme de animație și experimentale din cadrul ediției a XI-a a festivalului studențesc CineMAiubit. Următoarea sa peliculă, „Marile speranțe” (2008), a fost prezentat în secțiunea „Competiție națională” a festivalului anim'est, ediția 2008, alături de filmul de debut. „Marile speranțe” a obținut mai multe distincții, între care: premiul „Ion Truică” în cadrul celei de a XII-a ediții a CineMAiubit, premiul „Cinemagia” la anim'est 2008, premiul pentru animație al Uniunii Cineaștilor din România (2008) și desemnarea ca „Cel mai bun scurt-metraj de animație” al festivalului Euroshorts din Polonia (2009). La ediția a XIII-a a CineMAiubit (decembrie 2009), Gubenco a prezentat cel mai recent film al său, „V.L.C.”.

## Filmografie
- „Opere alese... neînțelese” (2007)
- „Marile speranțe” (2008) – engl. „Great Expectances”
- „V.L.C.” (2009)